# Año Internacional de la Paz
1986 fue proclamado Año Internacional de la Paz  por la  Asamblea General de las Naciones Unidas mediante la resolución 40/3, aprobada el 24 de octubre de 1985, coincidiendo con el cuadragésimo aniversario de la ONU. La proclamación subrayó la paz como un ideal universal y el propósito fundamental de las Naciones Unidas, reafirmando los valores de la Carta de la ONU. Este Año Internacional fue diseñado no solo como una celebración, sino como una oportunidad para reflexionar y actuar en favor de la paz global.
Este año se destacó por tratar temas fundamentales como la prevención de conflictos, el desarme, el desarrollo sostenible, los derechos humanos, la descolonización, y la promoción de la confianza y la cooperación entre naciones. Además, buscó abordar amenazas específicas a la paz, incluida la amenaza nuclear y la protección del medio ambiente, reconociendo que estos elementos son esenciales para garantizar una convivencia pacífica.

## Actividades y alcance
Durante 1986, los Estados miembros, organizaciones no gubernamentales, instituciones educativas y culturales, y los medios de comunicación participaron activamente en diversas iniciativas orientadas a fomentar los ideales de paz. Se promovieron actividades como conferencias, campañas educativas y eventos culturales que resaltaron la importancia de la cooperación internacional, el diálogo y la resolución pacífica de controversias.
La resolución también invitó a los gobiernos a colaborar con las Naciones Unidas y a establecer programas nacionales que reflejaran los principios del Año Internacional de la Paz. Asimismo, las iniciativas estuvieron orientadas a aumentar la conciencia pública sobre la necesidad de esfuerzos continuos y sostenidos para alcanzar la paz global.
El financiamiento de las actividades se estructuró mediante contribuciones voluntarias de los Estados miembros, organizaciones internacionales y el sector privado, con el fin de evitar sobrecargar los fondos obligatorios de las Naciones Unidas.